# Euploea aglaina
Euploea aglaina är en fjärilsart som beskrevs av Hans Fruhstorfer 1910. Euploea aglaina ingår i släktet Euploea och familjen praktfjärilar. Inga underarter finns listade i Catalogue of Life.